# Svjatlana Vol'naja
Svjatlana Vol'naja (in bielorusso Святлана Вольная?; Minsk, 11 aprile 1979) è un'ex cestista bielorussa.
Alta 187 cm per 74 kg, ha giocato come ala nella Dinamo Mosca.

## Carriera
È stata selezionata dalle Detroit Shock al terzo giro del Draft WNBA 2001 (38ª scelta assoluta).
Con la Bielorussia ha disputato due edizioni dei Campionati europei (2007, 2009).